# Крекінг-установка у Рас-Лаффані
Крекінг-установка у Рас-Лаффані —нафтохімічне виробництво компанії Ras Laffan Olefins Company (RLOC), розташоване за шість десятків кілометрів на північ від столиці Катару Дохи.
У 2010 році в Рас-Лаффані, який відомий передусім завдяки найбільшому в світі комплексу заводів із зрідження природного газу, стала до ладу установка парового крекінгу. Сировиною для неї виступає етан, вилучений під час переробки природного газу (завдяки родовищу Північне Катар володіє одними з найбільших в світі запасів цієї корисної копалини). Річна потужність установки по головному продукту – етилену – становила 1,3 млн тонн (також отримують 40 тисяч тонн піролізного бензину, котрий використовується як присадка для збільшення октанового числа чи у операціях з вилучення ароматичних вуглеводнів).
Основними власниками RLOC із долями 53% та 46% є компанії Q-Chem (спільне підприємство між Qatar Petroleum та американською Chevron Phillips) і Qatofin (належить  Qatar Petroleum, енергетичному гіганту Total та їх спільному підприємству QAPCO). При цьому і Q-Chem, і QAPCO мають власні установки парового крекінгу та похідні виробництва в Умм-Саїді (південніше Дохи). Це зумовило особливість використання виробленого в Рас-Лаффані етилену, котрий транспортується по етиленпроводу до Умм-Саїду. В останньому олефін споживається:
- компанією Q-Chem (має квоту у 0,7 млн тонн) на виробництвах поліетилену високої щільності (350 тисячі тонн) та нормальних альфа-олефінів (345 тисяч тонн, провадиться випуск широкого спектра олефінів);
- компанією Qatofin (має квоту у 0,6 млн тонн) для продукування 450 тис. тонн лінійного поліетилену низької щільності, а також в роботі заводу дихлориду етилену та мономеру вінілхлориду.